# Уоррен (округ, Миссисипи)
Округ Уоррен (англ. Warren County) — округ штата Миссисипи, США. Население округа на 2000 год составляло 49644 человек. Административный центр округа — город Виксберг.

## История
Округ Уоррен основан в 1809 году.

## География
Округ занимает площадь 1520.3 км2.

## Демография
Согласно переписи населения 2000 года, в округе Уоррен проживало 49644 человек (данные Бюро переписи населения США). Плотность населения составляла 32.7 человек на квадратный километр.